# Тардивна дискинезија
Тардивна дискинезија је поремећај који карактеришу учестали невољни покрети мишића лица и екстремитета. То је облик дискинезије који се најчешће доводи у везу са дуготрајном употребом антипсихотика и спада у групу тзв. екстрапирамидалних нежељених ефеката.
Уобичајени симптоми тардивне дискинезије подразумевају појаву невољних и стереотипних покрета лица, као што су неуобичајене фацијалне експресије, протрузија језика, покрети усана који подсећају на жвакање и брзо трептање. Невољни покрети удова се такође могу јавити. Механизам настанка тардивне дискинезије није у целости разјашњен али је вероватно последица блокаде допаминских D2 рецептора у нигростријатуму.